# Tháng 9 năm 2011
Tháng 9 năm 2011 bắt đầu vào Thứ Năm và kết thúc sau 30 ngày vào Thứ Sáu.

## Chủ đề:Thời sự
| Thứ tư, ngày 7 tháng 9                                                 |
| - Một tai nạn máy bay gần Yaroslavl, Nga, khiến ít nhất 43 người chết. |

| Thứ hai, ngày 12 tháng 9                                                                                        |
| - Tại giải quần vợt Mỹ mở rộng, Novak Djokovic và Samantha Stosur chiến thắng ở các nội dung đơn nam và đơn nữ. |

| Thứ sáu, ngày 16 tháng 9 |
| - Helle Thorning-Schmidt được chỉ định làm nữ thủ tướng đầu tiên của Đan Mạch sau cuộc bầu cử nghị viện. - Một máy bay đua rơi vào đám đông khản giả tại một cuộc đua máy bay tại Nevada, Hoa Kỳ, làm thiệt mạng 9 người và làm 69 người khác bị thương. |

| Thứ bảy, ngày 17 tháng 9                                                                                         |
| - Đại hội đồng Liên Hợp Quốc công nhận Hội đồng Chuyển tiếp Quốc gia làm đại diện cho Libya trong Liên Hợp Quốc. |

| Chủ nhật, ngày 25 tháng 9                                                                                                |
| - Wangari Muta Maathai, phụ nữ châu Phi đầu tiên đoạt giải Nobel Hòa bình, qua đời trong khi điều trị ung thư ở tuổi 71. |

| Thứ năm, ngày 29 tháng 9                                                                     |
| - Cộng hòa Nhân dân Trung Hoa phóng lên trạm không gian đầu tiên của quốc gia, Thiên Cung 1. |